# GBU-39

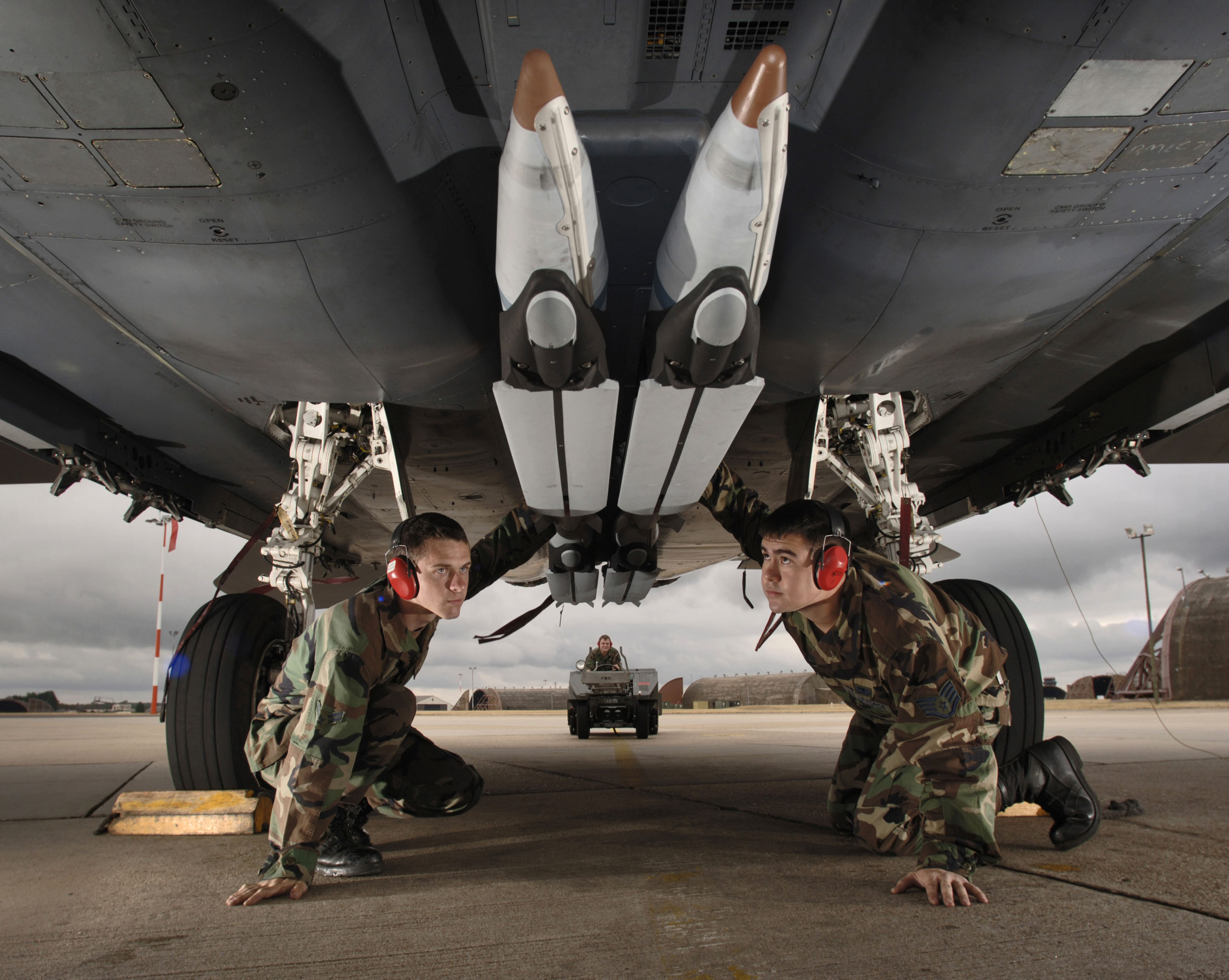
F-15Eに搭載されるGBU-39

GBU-39は、アメリカ合衆国製の小型航空爆弾であり、精密誘導爆弾（スマートボム）である。

## 特徴
この爆弾は、精密誘導装置を備えて滑空する小直径爆弾（SDB, Small Diameter Bomb）シリーズの1つである。
小直径爆弾は小型であるため爆発力も小さく、比例して破壊力も限定的であるが、目標に対して正確に誘導され命中するよう、開発・製造されている。ミサイルではないため推進装置は持たないが、投下後に展開する翼で投下時の高度を位置エネルギーとして滑空し、誘導装置により目標に突入して破壊する。このような種類の爆弾は「滑空爆弾」と呼ばれる航空爆弾に属する。爆弾自体が長距離を滑空でき、かつ誘導装置を備えているため、投下母機は攻撃目標から距離を置いた安全圏から投下することが可能である。
このシリーズは、小型化によって多数を搭載できることや、危害半径を狭くし攻撃目標周辺への付随被害を最小化することを目的に開発され、特にF-22の機内ウェポンベイに収めるために全長も短くされ、AIM-120の半分程度の長さになった。

## 歴史
- 米軍は、コソボ紛争で空爆に使用した爆弾の破壊力が都市部で使用するには過大すぎて、周辺の民間人にも被害を与えてしまい非難された教訓から、破壊力の小さな精密誘導爆弾の開発を2001年から開始した（この先見性は当たり、後のアフガニスタンやイラクでも市街地での戦闘が大部分を占めるようになった）。
- ボーイング社とロッキード・マーティン社による競争試作が実施され、2003年8月23日、ボーイング社の製品が採用された。
- 2006年10月5日にイラク戦争で初めて実戦投入された。
- イスラエル軍は米国から購入し、2008年12月27日からのガザ侵攻で、ガザ地区とエジプトを結ぶ地下道の破壊に使われた。

## 運用国
アメリカ合衆国
- アメリカ空軍

 イタリア
- イタリア空軍 - 2010年1月19日にオート・メラーラ社と共同で生産する契約を結んだ。

 イスラエル
- イスラエル航空宇宙軍

 オーストラリア
オーストラリア空軍
 日本
- 航空自衛隊 - 2015年12月11日に訓練弾と実弾一式が購入されている。

 ベルギー
- ベルギー航空構成部隊。

## 諸元
- 長さ：70.8インチ（約1.8m）[5]
- 横幅：7.5インチ（19cm）
- 重量：285ポンド（約130kg）
- 弾頭：206ポンド（約93kg）貫通・爆散破片弾（50ポンド=約23kg 高性能爆薬という情報あり）[6]

## 性能
- 貫通能力
  - 6フィートの鉄筋コンクリートを貫通可能
  - 3フィートの鋼鉄補強コンクリートを貫通可能
- 信管：電気式安全発火信管（Electronic safe and fire, ESAF）、操縦席より触発モードと遅延モードが選択できる
- 誘導装置："SDB I" ではGPS/INSを併用
- 平均誤差半径：5-8m
- 最大射程：60海里（110km）